# Eenmaal geslagen, nooit meer bewogen
Eenmaal geslagen, nooit meer bewogen is een Nederlandse film uit 1995 van Gerard Verhagen.
Scenarist Ger Beukenkamp die al eerder een toneelversie schreef van het verhaal, bewerkte het stuk tot een scenario dat gebaseerd is op de roman La mèche van de Belgische schrijfster Lucy Veldhuizen-Marchal.

## Verhaal
Het is de jaren 1950, en er heerst een gedisciplineerde rust in het huis waar de moeder des huizes de lakens uit deelt. Deze rust wordt verstoord wanneer zoon Charles, die eind dertig is en onder het juk van zijn dominante moeder wil uitkomen, doodleuk verkondigt dat hij met de weduwnaarsvrouw van de apotheker genaamd Gina wil gaan trouwen. Dit is voor zijn moeder moeilijk te verkroppen en is er binnen de kortste keren heibel in de tent.

## Rolverdeling
| Acteur              | Personage |
| ------------------- | --------- |
| Ineke Veenhoven     | Moeder    |
| Jack Wouterse       | Charles   |
| Ariane Schluter     | Gina      |
| Kathenka Woudenberg | Mary      |
| Stefan de Walle     | Jozef     |
| Floor Huygen        | Angele    |
| Bert Luppes         | Bart      |